# Chaetodon ocellicaudus
Chaetodon ocellicaudus är en fiskart som beskrevs av Cuvier, 1831. Chaetodon ocellicaudus ingår i släktet Chaetodon och familjen Chaetodontidae. IUCN kategoriserar arten globalt som otillräckligt studerad. Inga underarter finns listade i Catalogue of Life.